# Nass River
Der Nass River ist ein 380 Kilometer langer Fluss in der kanadischen Provinz British Columbia. Nass ist ein tlingitisches Wort, das in etwa der Übersetzung „Vorratslager“ entspricht.

## Flusslauf
Der Nass River entspringt in den Skeena Mountains und mündet nach 380 km in die Nass Bay, einer Seitenbucht des Portland Inlet. Nur auf den letzten 40 km ist der Nass River schiffbar. Der mittlere Abfluss beträgt über 780 m³/s.
Der Fluss befindet sich außerdem im Gefahrenbereich des aktiven Vulkans Tseax Cone. Im Falle eines Ausbruchs wäre der Fluss stark gefährdet, aufgestaut zu werden. Zudem wäre dies zumindest kurzfristig eine Katastrophe für den örtlichen Lachsfischfang.